# Disciplina
|  | Per a altres significats, vegeu «disciplina (desambiguació)». |

En la seva accepció més comuna la  disciplina  és la capacitat d'enfocar els mateixos esforços en aconseguir un fi, tot i que etimològicament, disciplina fa referència a la instrucció donada a un deixeble, accepció que preserva el sentit de la paraula original en llatí (comandament) l'arrel  discere  significa aprendre.
El seu propòsit és adaptar el caràcter i el comportament d'un individu per aconseguir una eficiència màxima en alguna tasca. Així es parla de  disciplina militar  a la seguida per les forces armades o  disciplina escolar  a la que s'aplicaria a les escoles per aconseguir un millor aprenentatge.
La disciplina ha adquirit connotacions negatives degut entre altres factors a l'ús que van fer d'aquesta certes ideologies totalitàries durant el segle xx, així com als antics mètodes educatius, en els quals emparava l'ús de la violència contra els alumnes. Així, per fer referència a una forma de comportament ordenada, no imposada per altres, es parla d'autodisciplina, terme que evita aquestes connotacions.